# Nutation (Botanik)
Als Nutation oder Nutationsbewegung bezeichnet man in der Botanik die autonome, meist kreisende Bewegung (Circumnutation) von Sämlingen, Windengewächsen oder Ranken, die nicht durch Umweltfaktoren, sondern endogen gesteuert werden. Zur Nutationsbewegung kommt es durch unterschiedlich schnelles Wachstum der verschiedenen Organseiten.
Der Begriff Nutation wurde schon 1758 durch Duhamel du Monceau für den Phototropismus der Sonnenblume verwendet. Präzise definiert wurde der Ausdruck 1840 durch Wilhelm Pfeffer.